# 25 de Mayo (Uruguay)
25 de Mayo – eigentlich Veinticinco de Mayo – ist eine Ortschaft in Uruguay.

## Geographie
25 de Mayo befindet sich auf dem Gebiet des Departamento Florida in dessen Sektor 12. Der Ort liegt im westlichen Teil des Departamentos unweit der westlich verlaufenden, vom Arroyo de la Virgen gebildeten Grenze zum Nachbardepartamento San José zwischen Cuchilla del Pintado und Cuchilla de Santa Lucía. Nächstgelegene Ansiedlungen sind im Süden Cardal, im Südosten Mendoza Chico und im Nordosten, unweit der ebenfalls dort gelegenen Departamento-Hauptstadt Florida, der Ort Berrondo. Südlich fließt der südwestlich von 25 de Mayo entspringende Arroyo Sauce, ein rechtsseitiger Nebenfluss des in wenigen Kilometern östlicher Entfernung vorbeiführenden Río Santa Lucía Chico. Am Nordrand des Ortes passiert mit dem Arroyo Isla Mala ein weiterer Nebenfluss des Río Santa Lucía Chico, der zudem dort am Paso Marengo vom Arroyo de la Feliciana gespeist wird.

## Geschichte
25 de Mayo wurde am 17. Juli 1918 durch das Ley No. 6.196 als Pueblo kategorisiert.

## Infrastruktur
Durch den Ort führt die Bahnstrecke Montevideo–Paso de los Toros.

## Einwohner
Die Einwohnerzahl 25 de Mayos beträgt 1.852 (Stand: 2011), davon 883 männliche und 969 weibliche.
| Jahr | Einwohner |
| ---- | --------- |
| 1963 | 1.692     |
| 1975 | 1.874     |
| 1985 | 1.834     |
| 1996 | 1.931     |
| 2004 | 1.845     |
| 2011 | 1.852     |

Quelle: Instituto Nacional de Estadística de Uruguay